# 日経文芸文庫
日経文芸文庫（にっけいぶんげいぶんこ、NIKKEI BUNGEI BUNKO）は、株式会社日本経済新聞出版社が発行している文庫。2013年10月に創刊された。

## 概要
創刊時は「読む！大人のエンターテインメント」というキャッチフレーズで、一挙に20点が刊行された。
創刊に際して、小説を中心とする文学に留まらず、文化・文明、芸術・芸能・学芸の魅力を広くあわせ持つ良質な文芸作品を世に送り出すことで、激動の時代を生きる人の役に立ちたいといった旨のコメントが同社より出された。
経済小説や歴史小説の他、翻訳ミステリーや教養書など幅広いジャンルをそろえている。
日経文芸文庫編集長の網野一憲は、いつの時代にも通じる価値を持った作品を多くの人に送り、長く読み継がれる文庫をつくる、というのが目標であるとしている。
日経文芸文庫のイメージキャラクターは、パルパの地上絵の「旅人」をモチーフにしてデザインされた。イラストは下杉正子による。

## 創刊ラインナップ
カバーデザインはアルビレオなどによる。
- 安部龍太郎『黄金海流』
- 隆慶一郎『花と火の帝（上下）』
- 村上龍『カンブリア宮殿 村上龍の質問術』
- 高橋克彦『鬼』『紅蓮鬼』
- 遠藤周作『落第坊主の履歴書』
- 塚本靑史『煬帝（上下）』
- 黒木亮『巨大投資銀行（上下）』
- 梶村啓二『野いばら』
- 梅田みか『書店員の恋』
- 山崎将志『社長のテスト』
- 杉江松恋『読み出したら止まらない！ 海外ミステリー マストリード100』
- スティーヴ・マルティニ『情況証拠（上下）』
- 北杜夫『どくとるマンボウ回想記 私の履歴書』
- 松下幸之助『松下幸之助 夢を育てる 私の履歴書』
- 岡田卓也『小売業の繁栄は平和の象徴 私の履歴書』

## 関連事項
- 日経文庫
- PHP文芸文庫
- 文庫レーベル一覧